# Prekorje
Prekorje este o localitate din comuna Celje, Slovenia, cu o populație de 405 locuitori.